# Liste der Orte im Landkreis Mühldorf am Inn
Die Liste der Orte im Landkreis Mühldorf am Inn listet die 1597 amtlich benannten Gemeindeteile (Hauptorte, Kirchdörfer, Pfarrdörfer, Dörfer, Weiler und Einöden) im Landkreis Mühldorf am Inn auf.

## Systematische Liste
Alphabet der Städte und Gemeinden mit den zugehörigen Orten.
- Die Gemeinde Ampfing mit 63 Gemeindeteilen:
  - Pfarrdörfer Ampfing und Stefanskirchen
  - Kirchdorf Salmanskirchen
  - Dörfer Bubing, Heisting und Reit
  - Weiler Aidenbach, Dirlafing, Eichheim, Hagenau, Holzgasse, Holzhäusl, Lutzenberg, Notzen, Oberkiefering, Rabein, Ratzing, Wimpasing und Zaismaier
  - Einöden Aiching, Attenhausen, Berg, Boxham, Edgarten, Edmühle, Eigelsberg, Fachenberg, Faitzenham, Furth, Göppenham, Haid, Hasenwinkel, Hiebl, Hinmühl, Holzheim, Isengrund, Kramerding, Lain, Manharting, Neuhaus, Oberaichet, Oberalmsham, Oberapping, Oberberg, Oberhof, Oberneuling, Peitzabruck, Point, Radlbrunn, Reibbruck, Schicking, Steng, Stetten, Unteralmsham, Unterneuling, Utzing, Vogging, Waldsberg, Weidachmühle, Weiher, Wendling, Windstoß und Zollbruck

- Die Gemeinde Aschau am Inn mit 37 Gemeindeteilen:
  - Pfarrdörfer Aschau am Inn und Fraham
  - Dörfer Haselbach, Howaschen, Kemating, Klugham, Litzlkirchen, Reit, Thann, Waldwinkel und Wolfgrub
  - Siedlung Wiesengrund
  - Weiler Bergham, Buchtal, Moos, Palxöd, Rattenberg, Roßessing, Thal, Tödtenberg und Troibach
  - Einöden Deinwalln, Ellach, Geidobl, Guggenberg, Hamberg, Hörmannsberg, Oedhub, Priesteröd, Reichdobl, Rulading, Scheuern, Steinberg, Urfahrn, Wimm, Wolfdobl und Ziegelwalln

- Der Markt Buchbach mit 80 Gemeindeteilen:
  - Hauptort Buchbach
  - Pfarrdorf Ranoldsberg
  - Kirchdörfer Felizenzell und Steeg
  - Dörfer Eiching, Ella, Kienrathing, Langenloh, Loiperding und Oberbonbruck
  - Weiler Adlding, Besenbuchbach, Einstetting, Ellaberg, Endsgraben, Engolding, Gumpolding, Hohending, Iglberg, Kagen, Kastenberg, Konrading, Mauth, Moos, Odering, Oseneck, Peitzing, Ranetsham, Schwaig, Sterneck und Witzling
  - Einöden Au, Bichlhub, Bilberg, Breitenau, Diemeck, Dötzkirchen, Erlach, Fischbach, Geiersberg, Geiselbrechting, Gosselding, Greilhub, Grund, Hagmering, Hasenwinkel, Heimpolding, Hinterholzen, Höpfing, Kindlbuch, Kumpfmühle, Lehertshub, Linden, Litzelkirchen, Nebelhub, Neuhäusl, Neuseidlthal, Niederhub, Niederloh, Oberhub, Oberloh, Öd, Ottenloh, Pfarrhof, Pflegöd, Plattenberg, Plessenberg, Praßl, Remelberg, Rundbuch, Schmiedberg, Sicking, Spagelsöd, Stadlhub, Stifthub, Thal, Waldpolding, Wies, Zeil und Zelg

- Die Gemeinde Egglkofen mit 12 Gemeindeteilen:
  - Pfarrdorf Egglkofen
  - Kirchdörfer Harpolden, Piesenkofen und Tegernbach
  - Dorf Rieberseck
  - Weiler Lichtberg und Zeilach
  - Einöden Großbuchberg, Hofstetten, Holzzell, Kleinbuchberg und Kleingauling

- Die Gemeinde Erharting mit 13 Gemeindeteilen:
  - Pfarrdorf Erharting
  - Dörfer Maxing, Rohrbach, Schoßbach und Vorberg
  - Weiler Frixing, Günzkofen, Hermansthal, Kreuzpoint, Ödmühle und Unterrohrbach
  - Einöden Hochhaus und Neuhäusl.

- Der Markt Gars am Inn mit 103 Gemeindeteilen:
  - Hauptort Gars am Inn
  - Pfarrdörfer Au am Inn, Lengmoos und Mittergars
  - Dörfer Gars-Bahnhof, Haiden, Hampersberg, Hörwart, Kerschbaum, Stadel und Wörth
  - Weiler Agg, Aich, Bachenöd, Bergholz, Dörfl, Dornhecken, Eismannsstett, Gern, Graben, Grub, Heuwinkl, Hochstraß, Höfen, Höhenberg, Hub, Huttenstätt, Mailham, Nickl am Schopf, Oberhart, Oedenberg, Osterreit, Permanöd, Reichhut, Reiser, Reisleite, Reit, Sattlthambach, Stampfl, Straß, Thal, Trescherberg, Unterhart, Veitlipp und Weingarten
  - Einöden Aign, Babold, Berg, Biburg, Binstein, Bobenstätt, Brandstätt, Doblmühle, Elbrechting, Emeln, Ensdorf, Frimberg, Gaisberg, Gänsgerbl, Gasteig, Gerer, Giggerlsöd, Giglberg, Glasberg, Gsellmühle, Haas, Hamberg, Harpoint, Haslöd, Höllthal, Holzen, Hopfgarten, Kronberg, Krücklham, Lohen, Loher, Maxau, Mayrhof, Neuhäusl, Obereinöd, Penstätt, Point, Reichgreißl, Sachsenöd, Schachen, Schafleiten, Schneckenbichl, Schustergraben, Stanzlmühle, Stanzlöd, Starreit, Steinau, Steinbach, Tiefenweg, Untereinöd, Untermödling, Walterstätt, Wimm, Winterberg, Wüstl, Zelten, Zieglstadl und Zollner

- Der Markt Haag i.OB mit 31 Gemeindeteilen:
  - Hauptort Haag i.OB
  - Pfarrdorf Oberndorf
  - Kirchdorf Winden
  - Dörfer Altdorf, Bichl, Joppenpoint, Lerchenberg, Rain, Rosenberg und Voglberg
  - Weiler Aicha, Brand, Daxau, Forchöd, Holzapfel, Kühlsöd, Moos, Neuberg, Röhrmoos, Sinkenbach und Stauden
  - Einöden Bonweg, Eisenau, Kogl, Oberholz, Radersberg, Reit, Sandgrub, Starnhöllmühle, Weihermühle und Wimmer an der Straß
- Die Gemeinde Heldenstein mit 23 Gemeindeteilen:
  - Pfarrdorf Heldenstein
  - Kirchdörfer Haigerloh, Lauterbach, Niederheldenstein und Weidenbach
  - Dörfer Harting und Küham
  - Weiler Etzham, Glatzberg, Goldau, Isenmühle und Söllerstadt
  - Einöden Attenberg, Axenbach, Dillisheim, Friesenham, Ornau, Scharn, Schellenberg, Schmidham und Ziehberg
  - Wallfahrtskirche (-kapelle) Kirchbrunn
  - Anstalt Bachham

- Die Gemeinde Jettenbach mit 12 Gemeindeteilen:
  - Pfarrdorf Jettenbach
  - Kirchdorf Grafengars
  - Weiler Piesenham und Unterhöhenberg
  - Einöden Aderberg, Gänsberg, Haberthal, Hinteröd, Holzhausen, Oberhöhenberg, Pfaffenberg und Schrottwinkl

- Die Gemeinde Kirchdorf mit 50 Gemeindeteilen:
  - Pfarrdorf Kirchdorf
  - Kirchdorf Berg
  - Dörfer Bach, Moosham und Rainbach
  - Weiler Asen, Diezmanning, Esbaum, Fürholzen, Gritschenöd, Hacklthal, Hauptmannstätt, Hof, Holz, Holzhäusl, Holzwinkl, Leimgruben, Stürzlham, Wadmühle und Wielerstätt
  - Einöden Au, Bachmehring, Breitrain, Dimpfl, Enning, Gastlhub, Haidhäusl, Halt, Hamberg, Harwand, Hinteröd, Hinterthan, Höll, Holzöd, Huch, Huchhäusl, Klaus, Kuglhäusl, Loh, Lohe, Loipfiern, Öd, Osen, Pröbstl, Pürstling, Schweigstätt, Stilln, Weißenöd, Wella und Wüsthöll

- Der Markt Kraiburg am Inn mit 54 Gemeindeteilen:
  - Hauptort Kraiburg am Inn
  - Pfarrdörfer Ensdorf und Frauendorf
  - Kirchdörfer Guttenburg und Maximilian
  - Weiler Auersdorf, Berg, Brandach, Ensfelden, Gänsberg, Georgenberg, Gerlasing, Gundelprechting, Heisting, Kolbing, Lohen, Mauerschwang, Reith, Schaching, Schützenau und Trospeding
  - Einöden Almeding, Bach, Bäckerlehen, Brand, Brandmühle, Esling, Fisslkling, Gallenbach, Gangall, Gassen, Grünberg, Gschwendt, Haidberg, Haimstauden, Hochreit, Kindlthal, Lacken, Lindach, Mitterpleining, Rudlfing, Schmieding, Schnaudenberg, Straß, Wegen, Westerberg, Wieslreit, Wimpasing, Winklham, Wolfswinkl, Wuhrmühle, Wunderskirchen und Zaunlehen
  - Altersheim Malseneck

- Die Gemeinde Lohkirchen mit 31 Gemeindeteilen:
  - Pfarrdorf Lohkirchen
  - Dörfer Brodfurth, Oberrott und Wotting
  - Weiler Bergham, Buch, Grün, Habersam, Hilgersöd, Hinkerding, Kriegstätt, Sametsham und Wimpasing
  - Einöden Ascholzing, Deinbach, Deißenbach, Dirnberg, Eberharting, Ehegarten, Grub, Holzstraß, Hottenberg, Hötzing, Konrading, Lech, Lukasöd, Nisting, Pira, Rabenöd, Riedering und Stiebing

- Die Gemeinde Maitenbeth mit 58 Gemeindeteilen:
  - Pfarrdorf Maitenbeth
  - Dörfer Haslach, Lacken, Marsmeier, Straßmaier und Thal
  - Weiler Berg, Bernreit, Brand, Brandstätt, Dieblstätt, Eßbaum, Etschlohe, Gassen, Ginhub, Hatzmoos, Heilbrunn, Hof, Innach, Kopfsöd, Kramerberg, Kreuz, Löfflmoos, Lohen, Moos, Niesberg, Oed, Rain und Tegernbach
  - Einöden Barthub, Bräustätt, Dichtldorn, Edgarten, Feichten, Gmain, Goldbrunn, Hennezogl, Honau, Kronsöd, Lichtfelden, Luhestätt, Luxstätt, Mitterhof, Neukirchen, Oberöd, Ochsenfurt, Perzl, Pfaffenberg, Pointner, Rappolten, Rückertsbichl, Schellenberg, Schranken, Seilbach, Siebenhart, Steinweg, Straß und Weinhub

- Die Gemeinde Mettenheim mit 33 Gemeindeteilen:
  - Pfarrdorf Mettenheim
  - Kirchdörfer Gumattenkirchen und Neufahrn
  - Dörfer Harthausen und Lochheim
  - Siedlung Hart
  - Weiler Amering, Breitenloh, Dirnlech, Ernsting, Gaymoos, Hartmering, Hofisen, Langenstegham und Thal
  - Einöden Au, Dingfurt, Eibelsgrub, Fisching, Haitzing, Haubing, Hechfelden, Hochgarten, Holzen, Kirchisen, Metzenstegham, Peteratzing, Reit, Solling, Stadlmoos, Stenging, Zehenthof und Zeiling

- Die Stadt Mühldorf am Inn mit 16 Gemeindeteilen:
  - Hauptort Mühldorf am Inn
  - Pfarrdörfer Altmühldorf und Mößling
  - Dörfer Hart, Hölzling, Mitteraham, Thal und Unteraham
  - Siedlung Eichfeld
  - Weiler Eßbaum
  - Einöden Gandl, Hahnbauer, Hirsch, Kuttenreut und Stegmühle
  - Anstalt Ecksberg

- Die Stadt Neumarkt-Sankt Veit mit 95 Gemeindeteilen:
  - Hauptort Neumarkt-Sankt Veit
  - Pfarrdörfer Frauenhaselbach, Hörbering und Oberwiesbach
  - Kirchdörfer Elsenbach, Feichten, Grafing, Imming und Teising
  - Dörfer Blindenhaselbach, Dörfl, Fraßbach, Großthalham, Hofthambach, Hundham, Oberndorf, Unterwiesbach und Wolfsberg
  - Weiler Aich, Angelsberg, Bubing, Buchet, Ehegarten, Furth, Gmain, Grusberg, Kindhofen, Kinning, Kurthambach, Lamprechten, Mayerhof, Piering, Rott, Sägmühle, Stein, Stetten, Straß, Untergauling und Weiher
  - Einöden Altenmarkt, Altersberg, Berg, Bernloh, Brabelsberg, Buch, Dachsberg, Edengrub, Eitlhub, Fischeck, Giglberg, Göttenberg, Großgrötzing, Großkirchstetten, Großsteinberg, Haberg, Hafenöd, Hausleiten, Hausröcklmühl, Herrnreit, Hickersöd, Himmelsberg, Höcken, Höllthal, Hönning, Hötzing, Hungeröd, Kager, Kai, Kalteneck, Kleingrötzing, Kleinkirchstetten, Kleinsteinberg, Kumpfmühle, Künzen, Lehmbach, Leonberg, Lex am Holz, Linden, Mitterbruckloh, Möselsberg, Niedermosen, Oberbruckloh, Obergauling, Obermosen, Plachenberg, Reiser, Reißlsberg, Reith, Sankt Lorenz, Staudach, Thannengrub, Unterbruckloh, Waltersberg, Weibach und Zeiler

- Die Gemeinde Niederbergkirchen mit 52 Gemeindeteilen:
  - Pfarrdorf Niederbergkirchen
  - Dörfer Bach, Eiselharting, Gehring, Langolding, Rohrbach, Sarling und Wimberg
  - Weiler Franzenseck, Fundhobl, Grünberg, Hennetsberg, Kainrading, Kinning, Miesing, Oberhofen, Stetten, Stützing und Taibrechting
  - Einöden Aiching, Asenreit, Berg, Birach, Brenning, Dieting, Dolling, Ettiching, Etzmanning, Großhiebing, Hacken, Haidberg, Haunberg, Höllberg, Hub, Kleinhiebing, Kollmannseck, Litzlbach, Niederschweibern, Noppenberg, Oberrohrbach, Oberschweibern, Oed, Penning, Puffthal, Ramersberg, Rappensberg, Rohrbäcker, Schmuck, Staudach, Weiher, Wolferting und Wotzing

- Die Gemeinde Niedertaufkirchen mit 62 Gemeindeteilen:
  - Pfarrdorf Niedertaufkirchen
  - Kirchdorf Roßbach
  - Dörfer Arbing, Fränking, Haunertsholzen, Stetten, Unterarbing und Unterscherm
  - Weiler Albing, Eckersbach, Freiling, Hausleiten, Hellsberg, Hohenbuchbach, Hundham, Kager, Kleinthalham, Leoprechting, Lossing, Oberarbing, Oberscherm, Pirket, Ranerding, Thal und Winkl
  - Einöden Bergmaier, Brandlhub, Eckeröd, Eggerding, Engelbrechting, Feuereck, Furth, Ganglfing, Giglberg, Giglöd, Hafenöd, Hierading, Hilling, Hinteralbing, Hintergrub, Hinterthann, Hofern, Jakobshub, Jepolding, Lanzenthal, Leiten, Linner, Loh, Maisöd, Naglöd, Neuberg, Neuburg, Oberstraß, Reit, Römersberg, Romöd, Schanöd, Schwareit, Thann, Weiperding, Wipping und Zerlöd

- Die Gemeinde Oberbergkirchen mit 48 Gemeindeteilen:
  - Pfarrdorf Oberbergkirchen
  - Dörfer Asenham, Aubenham, Geiselharting, Irl, Loipfing, Perlesham, Ranerding, Rott und Unterthalham
  - Weiler Bichling, Erlham, Genzing, Gerling, Holzhäuseln, Irlham, Manholding, Muttersham, Pfaffing, Riedlham, Riegelsberg, Ritzing, Schönberg, Utzing, Vatersham und Weihprechting
  - Einöden Aidenlack, Bindlhub, Blöcking, Egglham, Gantenham, Hading, Haid, Heimberg, Hollroth, Hudlberg, Kirnhausen, Kremsrott, Lanzing, Oberthalham, Oberwalding, Rottwinkl, Schörging, Söllnham, Stattenberg, Thal, Walding und Wolfhaming

- Die Gemeinde Oberneukirchen mit 76 Gemeindeteilen:
  - Pfarrdorf Oberneukirchen
  - Weiler Aign, Brandhub, Dörfl, Fürst am Eiglwald, Gasteig, Hartberg, Jackhub, Moos, Neukerfen, Oberdorf, Starrn, Unterdorf und Wimm
  - Einöden Aicher an der Straß, Althör, Angstl, Baumgarten, Bayer, Beck, Berger, Bernhart, Blümhub, Brandstätt, Brunnhub, Brunnlehen, Dangl, Dasör, Donislreit, Dorfner, Dradlöd, Emehrer, Engassen, Gaderl, Gansenöd, Garrer, Gmach, Harrer, Haslach, Hatzenberg, Holzmann, Kainau, Kargsinn, Lackner, Langfeichten, Lenzfeichten, Mayerhof, Mayerhofer an der Leiten, Oberaich, Oberweng, Reichhub, Reiserer, Reit, Reiterer, Rieder, Rottner, Schaffner, Scheuereck, Schmidberg, Schmidlehen, Schuhöd, Sinn an der Straß, Sprengseisen, Stauderer, Steiglehen, Thaler, Unteraich, Unterweng, Utting, Vogl, Vorner, Wasenhub, Wastlhub, Wiernhart, Zehethof und Zitterhub

- Die Gemeinde Obertaufkirchen mit 82 Gemeindeteilen:
  - Pfarrdörfer Oberornau und Obertaufkirchen
  - Kirchdörfer Frauenornau, Pfaffenkirchen und Steinkirchen
  - Dörfer Mesmering, Mitterrimbach, Stierberg, Straß, Thalham und Wendenheim
  - Weiler Annabrunn, Deutenheim, Ebering, Friedlrimbach, Grüngiebing, Hitzling, Hofgiebing, Hohenpoint, Hohenthann, Kirchkagen, Lacken, Mimmelheim, Oberbergham, Oberrimbach, Oberthalham, Rampoldsheim, Ratzenberg, Stelln, Stift, Weitermühle und Winharting
  - Einöden Aign, Angermühle, Bogenberg, Brandstätt, Breitenau, Brunn, Distlberg, Dornmühle, Etz, Forsthub, Gaßlhub, Grünwald, Haindlschuster, Haslberg, Hiller, Hillermaurer, Hirschstätt, Höllhof, Holzen, Holzland, Hütt, Karwies, Kielöd, Lentfelden, Linden, Mais, Manhartsberg, Marx am Holz, Neuhausen, Niederham, Niedermühle, Oberöd, Oberschwarzenbach, Oberweinberg, Oed, Paunzenhofen, Rabeneck, Reinthal, Reuth, Rundum, Schwarzenbach, Stockenreit, Stockweb, Unteröd, Vogldorn, Weiher, Weinberg, Wies und Wiesreit. Die Wochenendhaussiedlung Rimbachau

- Die Gemeinde Polling mit 65 Gemeindeteilen:
  - Pfarrdorf Oberflossing
  - Kirchdörfer Annabrunn, Grünbach und Polling
  - Dörfer Ehring, Forsting, Monham, Moos, Seeor, Unterflossing und Weiding
  - Weiler Bergham, Dietlham, Flohberg, Franking, Furth, Gießen, Gweng, Heisting, Holzhausen, Klugham, Münchberg, Obermoosham, Obermörmoosen, Pullach, Ried, Schoßmühle, Utting, Wald und Walding
  - Einöden Anzenberg, Asthal, Beham, Deutlhausen, Eck, Ecking, Estern, Fischerhäusl, Geier, Gröben, Grund, Guggenberg, Hacklehen, Hechenberg, Holzen, Kainau, Knog, Kundheft, Lenzwald, Liebhartsberg, Lippach, Lohner am Wald, Öd, Pfaffenberg, Ploier, Rain, Reichthalham, Reichwinkl, Riegelsberg, Steinhölzl, Stieglholzen, Wimöstern, Witzenbichl und Zaun
  - Sonstiger Ort Kronberg

- Die Gemeinde Rattenkirchen mit 31 Gemeindeteilen:
  - Pfarrdorf Rattenkirchen
  - Kirchdorf Ramering
  - Dörfer Haun und Unterkagn
  - Weiler Bürg, Empling, Göppenham, Haßberg, Hofstetten, Kehrham, Klebing, Krafting, Pietsham, Thalham, Thann, Wald, Waldsberg und Ziegelsham
  - Einöden Eitzing, Ginning, Kagn, Lanzing, Lanzmühl, Masch, Murnau, Neuhausen, Peißing, Pemberg, Roßlauf, Stein und Steinstraß

- Die Gemeinde Rechtmehring mit 59 Gemeindeteilen:
  - Pfarrdorf Rechtmehring
  - Kirchdorf Freimehring
  - Dörfer Hart, Hochhaus und Holzkram
  - Weiler Allmannsau, Au, Berg, Blümöd, Brunnthal, Dunsern, Fachenliehen, Ferchensee, Fislarn, Gipfmehring, Hintersberg, Hinterschleefeld, Holzham, Kumpfmühle, Leiten, Linnern, Mammerstätt, Nußbaum, Reit, Schratzlsee, Schreiern, Steinweg, Thonbach, Voglberg, Vorderschleefeld und Willerstett
  - Einöden Altrosenberg, Antenau, Bramer, Brandmeier, Dachsberg, Farrach, Feichten, Flecklhäusl, Frenau, Grill am Berg, Grub, Haunolden, Heimbuch, Hohlweg, Höller, Holzkling, Homberg, Kling, Lechner, Lungenstett, Puß an der Straß, Schleifmühle, Schwarzöd, Seiding, Tiefenmoos, Weidholz, Wies und Wolfau

- Die Gemeinde Reichertsheim mit 107 Gemeindeteilen:
  - Pfarrdörfer Ramsau und Reichertsheim
  - Kirchdorf Thambach
  - Dorf Riedbach
  - Weiler Anfelden, Bergham, Birkmaier, Furth, Graben, Heberding, Höck, Hodering, Irling, Kagen, Oedgassen, Pfaffenberg, Salmannsbichl, Schlicht, Stocket, Tiefenstätt, Weidach, Weiher und Wies
  - Einöden Achleiten, Aign, Albanstett, Allram, Amselgraben, Anzenberg, Blümreit, Blümstatt, Brandstett, Danzern, Demelmoos, Dobl, Ebner, Eitlberg, Erlach, Fürst, Gelf, Gewaig, Glaslthan, Goldbrunn, Grund, Guggenstätt, Hermannsöd, Hingerszell, Höhenberg, Hub, Hundsöd, Huttenstätt, Hütter, Katzbach, Kötzerstätt, Kübelsbach, Künstätt, Langrain, Laufersöd, Lechen, Limberg, Linner, Manhart, Manholding, Mißstedt, Mistbichl, Mitterberg, Mühlhub, Oberbichl, Oberlinner, Pfaschenstätt, Pfeilstett, Ram, Ranhör, Reichwimmer, Reisach, Reithof, Reitmair, Renner, Robeis, Roßwang, Rottenstett, Sachsenstätt, Saueröd, Schachen, Schoberstätt, Sonnen, Stadler, Steffelthan, Steinberg, Steingrub, Stöckl, Thanhub, Tieföd, Unterbichl, Wagenspeck, Warzenstätt, Weberstett, Weger, Weichslgarten, Winhart, Wolfgrub, Wollmaier, Worneding, Zacherlöd, Zeil, Zeiler und Zulehen

- Die Gemeinde Schönberg mit 57 Gemeindeteilen:
  - Pfarrdörfer Aspertsham und Schönberg
  - Dörfer Hanging und Peitzing
  - Weiler Augental, Ellwichtern, Elsenbach, Eschlbach, Frosching, Gauling, Gehertsham, Groislmühl, Hargassen, Inzlham, Kinning, Lerch, Misthilgen, Oberweinbach, Reichenrott, Sitzing, Steng, Unterweinbach, Wargling, Winkelmühl und Wollerding
  - Einöden Asenreuth, Berging, Braunrott, Dolling, Eglso, Eiselsberg, Etzmaring, Finsenbach, Fuchshub, Grabing, Hausberg, Hinzing, Hofering, Höhfurth, Holzen, Hub, Kumpfmühl, Michaelhölzl, Moosen, Niedereck, Obereck, Oberpurtzloh, Oed, Osenhub, Scheuneck, Stangelszell, Staudach, Straß, Unterpurtzloh, Unterscheuern, Wiesling und Zürn

- Die Gemeinde Schwindegg mit 52 Gemeindeteilen:
  - Pfarrdorf Schwindegg
  - Kirchdörfer Reibersdorf, Walkersaich und Wörth
  - Dörfer Allersheim und Schwindach
  - Weiler Angering, Fischmühle, Grimmelbach, Hassenham, Hofmühle, Kothingdorfen, Loinbruck, Moosmühle, Niederloh, Rimbach, Rottenbuch, Schiederberg, Schönbach und Viehweid
  - Einöden Aichmehring, Au, Au bei Wörth, Austraß, Berg, Bichl, Bruck, Edmühle, Endsberg, Erb, Forn, Fürfang, Grapolding, Grub, Gumpenbau, Hof, Isen, Kothbach, Kurzmühle, Marketsmühle, Mitterhub, Mooshäusl, Oberhub, Petzenham, Pointvogl, Reith, Rohrmühle, Schafdorn, Spanbruck, Stetten, Wagmühle und Zurmühle

- Die Gemeinde Taufkirchen mit 81 Gemeindeteilen:
  - Pfarrdorf Taufkirchen
  - Kirchdorf Sonham
  - Weiler mit Kirche Pietenberg
  - Weiler Bichl, Englhausen, Forsthub, Franking, Haunthal, Höllhund, Hundberg, Lanzing, Reit, Rückl, Schergenham, Spielbichl, Vorrach, Weiß und Zeiling
  - Einöde mit Kirche Pettenham
  - Einöden Aigner, Almoding, Altstill, Ameiser, Bachmann, Bahmer, Bliemer, Bliemhub, Brandstätt, Butting, Dunzmaier, Ed, Enggallenbach, Fraham, Frail, Fürst, Fürstenberg, Gallenbach, Galned, Geisberg, Goger, Großmaier, Gruber, Grünau, Hinterbichl, Höhenberg, Höllthal, Holzlechen, Kaiser, Kern, Kitzlmann, Kronberg, Lafering, Lutzenberg, Maisham, Moosed, Mooser, Neudeck, Oberwallner, Rainer, Rieder, Scheitzenöd, Schern, Scherned, Schönhub, Spitzer, Stadler, Steinau, Straßer, Stumpfer am Zaun, Stümpfl, Tauschhub, Thaler, Unterwallner, Waltersberg, Weiderer, Westen, Winkl, Winkler, Zantl, Zauner und Zaunhub

- Die Gemeinde Unterreit mit 75 Gemeindeteilen:
  - Pfarrdörfer Grünthal und Wang
  - Kirchdörfer Unterreit und Unterzarnham
  - Dörfer Einharting, Oberreith, Oberzarnham, Stadl und Unterbierwang
  - Weiler Am Reith, Amering, Brandstätt, Burgstall, Dirnberg, Elsbeth, Furth, Gmein, Grub, Haimbuch, Hochleiten, Holling, Holzgaden, Hub, Kaltenbach, Kochöd, Moos, Pierach, Schart, Schatzwinkel, Schick, Schmalzöd, Schrottfurt, Traunhofen, Ullading, Weitfeld, Westen, Wettelsham und Wimm
  - Einöden Au im Wald, Bach, Bergen, Bergmann, Bernstatt, Eck, Eckstall, Ed, Edenhub, Eder, Eichberg, Ernst am Reith, Gruber, Guggenhub, Haslöd, Hochreit, Kasten, Keimelöd, Krötzing, Kühnham, Leinöd, Lug, Plöck, Raab am Zaun, Reineck, Reingrub, Reit, Roßruck, Salzöd, Schatzöd, Schlichting, Starzmann, Steinbichl, Tausend, Traunthal, Wagenstatt und Waschpoint

- Die Stadt Waldkraiburg mit 18 Gemeindeteilen:
  - Hauptort Waldkraiburg
  - Pfarrdorf Pürten
  - Kirchdörfer Ebing und Sankt Erasmus
  - Dörfer Au, Hausing, Moos, Niederndorf, Froschau, Holzhausen und Wörth
  - Siedlung Föhrenwinkel
  - Weiler Asbach, Hart, Innthal, Lindach, Rausching und Stockham

- Die Gemeinde Zangberg mit 20 Gemeindeteilen:
  - Pfarrdorf Zangberg
  - Kirchdorf Palmberg
  - Weiler mit Kirche Weilkirchen
  - Weiler Atzging, Emerkam, Kaps, Landenham, Moos, Moosen und Weiher
  - Einöden Dorneck, Englhör, Grön, Hausmanning, Herrnteisenbach, Kröppen, Permering, Stegham, Taubenthal und Unterkiefering

## Alphabetische Liste
In Fettschrift erscheinen die Orte, die namengebend für die Gemeinde sind.

### A
- Achleiten zu Reichertsheim
- Aderberg zu Jettenbach
- Adlding zu Buchbach
- Agg zu Gars a.Inn
- Aich zu Gars a.Inn
- Aich zu Neumarkt-Sankt Veit
- Aicha zu Haag i.OB
- Aicher an der Straß zu Oberneukirchen
- Aiching zu Ampfing
- Aiching zu Niederbergkirchen
- Aichmehring zu Schwindegg
- Aidenbach zu Ampfing
- Aidenlack zu Oberbergkirchen
- Aign zu Gars a.Inn
- Aign zu Oberneukirchen
- Aign zu Obertaufkirchen
- Aign zu Reichertsheim
- Aigner zu Taufkirchen
- Albanstett zu Reichertsheim
- Albing zu Niedertaufkirchen
- Allersheim zu Schwindegg
- Allmannsau zu Rechtmehring
- Allram zu Reichertsheim
- Almeding zu Kraiburg a.Inn
- Almoding zu Taufkirchen
- Altdorf zu Haag i.OB
- Altenmarkt zu Neumarkt-Sankt Veit
- Altersberg zu Neumarkt-Sankt Veit
- Althör zu Oberneukirchen
- Altmühldorf zu Mühldorf a.Inn
- Altrosenberg zu Rechtmehring
- Altstill zu Taufkirchen
- Am Reith zu Unterreit
- Ameiser zu Taufkirchen
- Amering zu Mettenheim
- Amering zu Unterreit
- Ampfing
- Amselgraben zu Reichertsheim
- Anfelden zu Reichertsheim
- Angelsberg zu Neumarkt-Sankt Veit
- Angering zu Schwindegg
- Angermühle zu Obertaufkirchen
- Angstl zu Oberneukirchen
- Annabrunn zu Obertaufkirchen
- Annabrunn zu Polling
- Antenau zu Rechtmehring
- Anzenberg zu Polling
- Anzenberg zu Reichertsheim
- Arbing zu Niedertaufkirchen
- Asbach zu Waldkraiburg
- Aschau am Inn
- Ascholzing zu Lohkirchen
- Asen zu Kirchdorf
- Asenham zu Oberbergkirchen
- Asenreit zu Niederbergkirchen
- Asenreuth zu Schönberg
- Aspertsham zu Schönberg
- Asthal zu Polling
- Attenberg zu Heldenstein
- Attenhausen zu Ampfing
- Atzging zu Zangberg
- Au am Inn zu Gars a.Inn
- Au bei Wörth zu Schwindegg
- Au im Wald zu Unterreit
- Au zu Buchbach
- Au zu Kirchdorf
- Au zu Mettenheim
- Au zu Rechtmehring
- Au zu Schwindegg
- Au zu Waldkraiburg
- Aubenham zu Oberbergkirchen
- Auersdorf zu Kraiburg a.Inn
- Augental zu Schönberg
- Austraß zu Schwindegg
- Axenbach zu Heldenstein

↑ Zurück zum Inhaltsverzeichnis

### B
- Babold zu Gars a.Inn
- Bach zu Kirchdorf
- Bach zu Kraiburg a.Inn
- Bach zu Niederbergkirchen
- Bach zu Unterreit
- Bachenöd zu Gars a.Inn
- Bachham zu Heldenstein
- Bachmann zu Taufkirchen
- Bachmehring zu Kirchdorf
- Bäckerlehen zu Kraiburg a.Inn
- Bahmer zu Taufkirchen
- Barthub zu Maitenbeth
- Baumgarten zu Oberneukirchen
- Bayer zu Oberneukirchen
- Beck zu Oberneukirchen
- Beham zu Polling
- Berg zu Ampfing
- Berg zu Gars a.Inn
- Berg zu Kirchdorf
- Berg zu Kraiburg a.Inn
- Berg zu Maitenbeth
- Berg zu Neumarkt-Sankt Veit
- Berg zu Niederbergkirchen
- Berg zu Rechtmehring
- Berg zu Schwindegg
- Bergen zu Unterreit
- Berger zu Oberneukirchen
- Bergham zu Aschau a.Inn
- Bergham zu Lohkirchen
- Bergham zu Polling
- Bergham zu Reichertsheim
- Bergholz zu Gars a.Inn
- Berging zu Schönberg
- Bergmaier zu Niedertaufkirchen
- Bergmann zu Unterreit
- Bernhart zu Oberneukirchen
- Bernloh zu Neumarkt-Sankt Veit
- Bernreit zu Maitenbeth
- Bernstatt zu Unterreit
- Besenbuchbach zu Buchbach
- Biburg zu Gars a.Inn
- Bichl zu Haag i.OB
- Bichl zu Schwindegg
- Bichl zu Taufkirchen
- Bichlhub zu Buchbach
- Bichling zu Oberbergkirchen
- Bilberg zu Buchbach
- Bindlhub zu Oberbergkirchen
- Binstein zu Gars a.Inn
- Birach zu Niederbergkirchen
- Birkmaier zu Reichertsheim
- Bliemer zu Taufkirchen
- Bliemhub zu Taufkirchen
- Blindenhaselbach zu Neumarkt-Sankt Veit
- Blöcking zu Oberbergkirchen
- Blümhub zu Oberneukirchen
- Blümöd zu Rechtmehring
- Blümreit zu Reichertsheim
- Blümstatt zu Reichertsheim
- Bobenstätt zu Gars a.Inn
- Bogenberg zu Obertaufkirchen
- Bonweg zu Haag i.OB
- Boxham zu Ampfing
- Brabelsberg zu Neumarkt-Sankt Veit
- Bramer zu Rechtmehring
- Brand zu Haag i.OB
- Brand zu Kraiburg a.Inn
- Brand zu Maitenbeth
- Brandach zu Kraiburg a.Inn
- Brandhub zu Oberneukirchen
- Brandlhub zu Niedertaufkirchen
- Brandmeier zu Rechtmehring
- Brandmühle zu Kraiburg a.Inn
- Brandstätt zu Gars a.Inn
- Brandstätt zu Maitenbeth
- Brandstätt zu Oberneukirchen
- Brandstätt zu Obertaufkirchen
- Brandstätt zu Taufkirchen
- Brandstätt zu Unterreit
- Brandstett zu Reichertsheim
- Braunrott zu Schönberg
- Bräustätt zu Maitenbeth
- Breitenau zu Buchbach
- Breitenau zu Obertaufkirchen
- Breitenloh zu Mettenheim
- Breitrain zu Kirchdorf
- Brenning zu Niederbergkirchen
- Brodfurth zu Lohkirchen
- Bruck zu Schwindegg
- Brunn zu Obertaufkirchen
- Brunnhub zu Oberneukirchen
- Brunnlehen zu Oberneukirchen
- Brunnthal zu Rechtmehring
- Bubing zu Ampfing
- Bubing zu Neumarkt-Sankt Veit
- Buch zu Lohkirchen
- Buch zu Neumarkt-Sankt Veit
- Buchbach
- Buchet zu Neumarkt-Sankt Veit
- Buchtal zu Aschau a.Inn
- Bürg zu Rattenkirchen
- Burgstall zu Unterreit
- Butting zu Taufkirchen

↑ Zurück zum Inhaltsverzeichnis

### D
- Dachsberg zu Neumarkt-Sankt Veit
- Dachsberg zu Rechtmehring
- Dangl zu Oberneukirchen
- Danzern zu Reichertsheim
- Dasör zu Oberneukirchen
- Daxau zu Haag i.OB
- Deinbach zu Lohkirchen
- Deinwalln zu Aschau a.Inn
- Deißenbach zu Lohkirchen
- Demelmoos zu Reichertsheim
- Deutenheim zu Obertaufkirchen
- Deutlhausen zu Polling
- Dichtldorn zu Maitenbeth
- Dieblstätt zu Maitenbeth
- Diemeck zu Buchbach
- Dieting zu Niederbergkirchen
- Dietlham zu Polling
- Diezmanning zu Kirchdorf
- Dillisheim zu Heldenstein
- Dimpfl zu Kirchdorf
- Dingfurt zu Mettenheim
- Dirlafing zu Ampfing
- Dirnberg zu Lohkirchen
- Dirnberg zu Unterreit
- Dirnlech zu Mettenheim
- Distlberg zu Obertaufkirchen
- Dobl zu Reichertsheim
- Doblmühle zu Gars a.Inn
- Dolling zu Niederbergkirchen
- Dolling zu Schönberg
- Donislreit zu Oberneukirchen
- Dörfl zu Gars a.Inn
- Dörfl zu Neumarkt-Sankt Veit
- Dörfl zu Oberneukirchen
- Dorfner zu Oberneukirchen
- Dorneck zu Zangberg
- Dornhecken zu Gars a.Inn
- Dornmühle zu Obertaufkirchen
- Dötzkirchen zu Buchbach
- Dradlöd zu Oberneukirchen
- Dunsern zu Rechtmehring
- Dunzmaier zu Taufkirchen

↑ Zurück zum Inhaltsverzeichnis

### E
- Eberharting zu Lohkirchen
- Ebering zu Obertaufkirchen
- Ebing zu Waldkraiburg
- Ebner zu Reichertsheim
- Eck zu Polling
- Eck zu Unterreit
- Eckeröd zu Niedertaufkirchen
- Eckersbach zu Niedertaufkirchen
- Ecking zu Polling
- Ecksberg zu Mühldorf a.Inn
- Eckstall zu Unterreit
- Ed zu Taufkirchen
- Ed zu Unterreit
- Edengrub zu Neumarkt-Sankt Veit
- Edenhub zu Unterreit
- Eder zu Unterreit
- Edgarten zu Ampfing
- Edgarten zu Maitenbeth
- Edmühle zu Ampfing
- Edmühle zu Schwindegg
- Eggerding zu Niedertaufkirchen
- Egglham zu Oberbergkirchen
- Egglkofen
- Eglso zu Schönberg
- Ehegarten zu Lohkirchen
- Ehegarten zu Neumarkt-Sankt Veit
- Ehring zu Polling
- Eibelsgrub zu Mettenheim
- Eichberg zu Unterreit
- Eichfeld zu Mühldorf a.Inn
- Eichheim zu Ampfing
- Eiching zu Buchbach
- Eigelsberg zu Ampfing
- Einharting zu Unterreit
- Einstetting zu Buchbach
- Eiselharting zu Niederbergkirchen
- Eiselsberg zu Schönberg
- Eisenau zu Haag i.OB
- Eismannsstett zu Gars a.Inn
- Eitlberg zu Reichertsheim
- Eitlhub zu Neumarkt-Sankt Veit
- Eitzing zu Rattenkirchen
- Elbrechting zu Gars a.Inn
- Ella zu Buchbach
- Ellaberg zu Buchbach
- Ellach zu Aschau a.Inn
- Ellwichtern zu Schönberg
- Elsbeth zu Unterreit
- Elsenbach zu Neumarkt-Sankt Veit
- Elsenbach zu Schönberg
- Emehrer zu Oberneukirchen
- Emeln zu Gars a.Inn
- Emerkam zu Zangberg
- Empling zu Rattenkirchen
- Endsberg zu Schwindegg
- Endsgraben zu Buchbach
- Engassen zu Oberneukirchen
- Engelbrechting zu Niedertaufkirchen
- Enggallenbach zu Taufkirchen
- Englhausen zu Taufkirchen
- Englhör zu Zangberg
- Engolding zu Buchbach
- Enning zu Kirchdorf
- Ensdorf zu Gars a.Inn
- Ensdorf zu Kraiburg a.Inn
- Ensfelden zu Kraiburg a.Inn
- Erb zu Schwindegg
- Erharting
- Erlach zu Buchbach
- Erlach zu Reichertsheim
- Erlham zu Oberbergkirchen
- Ernst am Reith zu Unterreit
- Ernsting zu Mettenheim
- Esbaum zu Kirchdorf
- Eschlbach zu Schönberg
- Esling zu Kraiburg a.Inn
- Eßbaum zu Maitenbeth
- Eßbaum zu Mühldorf a.Inn
- Estern zu Polling
- Etschlohe zu Maitenbeth
- Ettiching zu Niederbergkirchen
- Etz zu Obertaufkirchen
- Etzham zu Heldenstein
- Etzmanning zu Niederbergkirchen
- Etzmaring zu Schönberg

↑ Zurück zum Inhaltsverzeichnis

### F
- Fachenberg zu Ampfing
- Fachenliehen zu Rechtmehring
- Faitzenham zu Ampfing
- Farrach zu Rechtmehring
- Feichten zu Maitenbeth
- Feichten zu Neumarkt-Sankt Veit
- Feichten zu Rechtmehring
- Felizenzell zu Buchbach
- Ferchensee zu Rechtmehring
- Feuereck zu Niedertaufkirchen
- Finsenbach zu Schönberg
- Fischbach zu Buchbach
- Fischeck zu Neumarkt-Sankt Veit
- Fischerhäusl zu Polling
- Fisching zu Mettenheim
- Fischmühle zu Schwindegg
- Fislarn zu Rechtmehring
- Fisslkling zu Kraiburg a.Inn
- Flecklhäusl zu Rechtmehring
- Flohberg zu Polling
- Föhrenwinkel zu Waldkraiburg
- Forchöd zu Haag i.OB
- Forn zu Schwindegg
- Forsthub zu Obertaufkirchen
- Forsthub zu Taufkirchen
- Forsting zu Polling
- Fraham zu Aschau a.Inn
- Fraham zu Taufkirchen
- Frail zu Taufkirchen
- Fränking zu Niedertaufkirchen
- Franking zu Polling
- Franking zu Taufkirchen
- Franzenseck zu Niederbergkirchen
- Fraßbach zu Neumarkt-Sankt Veit
- Frauendorf zu Kraiburg a.Inn
- Frauenhaselbach zu Neumarkt-Sankt Veit
- Frauenornau zu Obertaufkirchen
- Freiling zu Niedertaufkirchen
- Freimehring zu Rechtmehring
- Frenau zu Rechtmehring
- Friedlrimbach zu Obertaufkirchen
- Friesenham zu Heldenstein
- Frimberg zu Gars a.Inn
- Frixing zu Erharting
- Froschau zu Waldkraiburg
- Frosching zu Schönberg
- Fuchshub zu Schönberg
- Fundhobl zu Niederbergkirchen
- Fürfang zu Schwindegg
- Fürholzen zu Kirchdorf
- Fürst am Eiglwald zu Oberneukirchen
- Fürst zu Reichertsheim
- Fürst zu Taufkirchen
- Fürstenberg zu Taufkirchen
- Furth zu Ampfing
- Furth zu Neumarkt-Sankt Veit
- Furth zu Niedertaufkirchen
- Furth zu Polling
- Furth zu Reichertsheim
- Furth zu Unterreit

↑ Zurück zum Inhaltsverzeichnis

### G
- Gaderl zu Oberneukirchen
- Gaisberg zu Gars a.Inn
- Gallenbach zu Kraiburg a.Inn
- Gallenbach zu Taufkirchen
- Galned zu Taufkirchen
- Gandl zu Mühldorf a.Inn
- Gangall zu Kraiburg a.Inn
- Ganglfing zu Niedertaufkirchen
- Gänsberg zu Jettenbach
- Gänsberg zu Kraiburg a.Inn
- Gansenöd zu Oberneukirchen
- Gänsgerbl zu Gars a.Inn
- Gantenham zu Oberbergkirchen
- Garrer zu Oberneukirchen
- Gars am Inn
- Gars-Bahnhof zu Gars a.Inn
- Gassen zu Kraiburg a.Inn
- Gassen zu Maitenbeth
- Gaßlhub zu Obertaufkirchen
- Gasteig zu Gars a.Inn
- Gasteig zu Oberneukirchen
- Gastlhub zu Kirchdorf
- Gauling zu Schönberg
- Gaymoos zu Mettenheim
- Gehertsham zu Schönberg
- Gehring zu Niederbergkirchen
- Geidobl zu Aschau a.Inn
- Geier zu Polling
- Geiersberg zu Buchbach
- Geisberg zu Taufkirchen
- Geiselbrechting zu Buchbach
- Geiselharting zu Oberbergkirchen
- Gelf zu Reichertsheim
- Genzing zu Oberbergkirchen
- Georgenberg zu Kraiburg a.Inn
- Gerer zu Gars a.Inn
- Gerlasing zu Kraiburg a.Inn
- Gerling zu Oberbergkirchen
- Gern zu Gars a.Inn
- Gewaig zu Reichertsheim
- Gießen zu Polling
- Giggerlsöd zu Gars a.Inn
- Giglberg zu Gars a.Inn
- Giglberg zu Neumarkt-Sankt Veit
- Giglberg zu Niedertaufkirchen
- Giglöd zu Niedertaufkirchen
- Ginhub zu Maitenbeth
- Ginning zu Rattenkirchen
- Gipfmehring zu Rechtmehring
- Glasberg zu Gars a.Inn
- Glaslthan zu Reichertsheim
- Glatzberg zu Heldenstein
- Gmach zu Oberneukirchen
- Gmain zu Maitenbeth
- Gmain zu Neumarkt-Sankt Veit
- Gmein zu Unterreit
- Goger zu Taufkirchen
- Goldau zu Heldenstein
- Goldbrunn zu Maitenbeth
- Goldbrunn zu Reichertsheim
- Göppenham zu Ampfing
- Göppenham zu Rattenkirchen
- Gosselding zu Buchbach
- Göttenberg zu Neumarkt-Sankt Veit
- Graben zu Gars a.Inn
- Graben zu Reichertsheim
- Grabing zu Schönberg
- Grafengars zu Jettenbach
- Grafing zu Neumarkt-Sankt Veit
- Grapolding zu Schwindegg
- Greilhub zu Buchbach
- Grill am Berg zu Rechtmehring
- Grimmelbach zu Schwindegg
- Gritschenöd zu Kirchdorf
- Gröben zu Polling
- Groislmühl zu Schönberg
- Grön zu Zangberg
- Großbuchberg zu Egglkofen
- Großgrötzing zu Neumarkt-Sankt Veit
- Großhiebing zu Niederbergkirchen
- Großkirchstetten zu Neumarkt-Sankt Veit
- Großmaier zu Taufkirchen
- Großsteinberg zu Neumarkt-Sankt Veit
- Großthalham zu Neumarkt-Sankt Veit
- Grub zu Gars a.Inn
- Grub zu Lohkirchen
- Grub zu Rechtmehring
- Grub zu Schwindegg
- Grub zu Unterreit
- Gruber zu Taufkirchen
- Gruber zu Unterreit
- Grün zu Lohkirchen
- Grünau zu Taufkirchen
- Grünbach zu Polling
- Grünberg zu Kraiburg a.Inn
- Grünberg zu Niederbergkirchen
- Grund zu Buchbach
- Grund zu Polling
- Grund zu Reichertsheim
- Grüngiebing zu Obertaufkirchen
- Grünthal zu Unterreit
- Grünwald zu Obertaufkirchen
- Grusberg zu Neumarkt-Sankt Veit
- Gschwendt zu Kraiburg a.Inn
- Gsellmühle zu Gars a.Inn
- Guggenberg zu Aschau a.Inn
- Guggenberg zu Polling
- Guggenhub zu Unterreit
- Guggenstätt zu Reichertsheim
- Gumattenkirchen zu Mettenheim
- Gumpenbau zu Schwindegg
- Gumpolding zu Buchbach
- Gundelprechting zu Kraiburg a.Inn
- Günzkofen zu Erharting
- Guttenburg zu Kraiburg a.Inn
- Gweng zu Polling

↑ Zurück zum Inhaltsverzeichnis

### H
- Haag i.OB
- Haas zu Gars a.Inn
- Haberg zu Neumarkt-Sankt Veit
- Habersam zu Lohkirchen
- Haberthal zu Jettenbach
- Hacken zu Niederbergkirchen
- Hacklehen zu Polling
- Hacklthal zu Kirchdorf
- Hading zu Oberbergkirchen
- Hafenöd zu Neumarkt-Sankt Veit
- Hafenöd zu Niedertaufkirchen
- Hagenau zu Ampfing
- Hagmering zu Buchbach
- Hahnbauer zu Mühldorf a.Inn
- Haid zu Ampfing
- Haid zu Oberbergkirchen
- Haidberg zu Kraiburg a.Inn
- Haidberg zu Niederbergkirchen
- Haiden zu Gars a.Inn
- Haidhäusl zu Kirchdorf
- Haigerloh zu Heldenstein
- Haimbuch zu Unterreit
- Haimstauden zu Kraiburg a.Inn
- Haindlschuster zu Obertaufkirchen
- Haitzing zu Mettenheim
- Halt zu Kirchdorf
- Hamberg zu Aschau a.Inn
- Hamberg zu Gars a.Inn
- Hamberg zu Kirchdorf
- Hampersberg zu Gars a.Inn
- Hanging zu Schönberg
- Hargassen zu Schönberg
- Harpoint zu Gars a.Inn
- Harpolden zu Egglkofen
- Harrer zu Oberneukirchen
- Hart zu Mettenheim
- Hart zu Mühldorf a.Inn
- Hart zu Rechtmehring
- Hart zu Waldkraiburg
- Hartberg zu Oberneukirchen
- Harthausen zu Mettenheim
- Harting zu Heldenstein
- Hartmering zu Mettenheim
- Harwand zu Kirchdorf
- Haselbach zu Aschau a.Inn
- Hasenwinkel zu Ampfing
- Hasenwinkel zu Buchbach
- Haslach zu Maitenbeth
- Haslach zu Oberneukirchen
- Haslberg zu Obertaufkirchen
- Haslöd zu Gars a.Inn
- Haslöd zu Unterreit
- Haßberg zu Rattenkirchen
- Hassenham zu Schwindegg
- Hatzenberg zu Oberneukirchen
- Hatzmoos zu Maitenbeth
- Haubing zu Mettenheim
- Haun zu Rattenkirchen
- Haunberg zu Niederbergkirchen
- Haunertsholzen zu Niedertaufkirchen
- Haunolden zu Rechtmehring
- Haunthal zu Taufkirchen
- Hauptmannstätt zu Kirchdorf
- Hausberg zu Schönberg
- Hausing zu Waldkraiburg
- Hausleiten zu Neumarkt-Sankt Veit
- Hausleiten zu Niedertaufkirchen
- Hausmanning zu Zangberg
- Hausröcklmühl zu Neumarkt-Sankt Veit
- Heberding zu Reichertsheim
- Hechenberg zu Polling
- Hechfelden zu Mettenheim
- Heilbrunn zu Maitenbeth
- Heimberg zu Oberbergkirchen
- Heimbuch zu Rechtmehring
- Heimpolding zu Buchbach
- Heisting zu Ampfing
- Heisting zu Kraiburg a.Inn
- Heisting zu Polling
- Heldenstein
- Hellsberg zu Niedertaufkirchen
- Hennetsberg zu Niederbergkirchen
- Hennezogl zu Maitenbeth
- Hermannsöd zu Reichertsheim
- Hermansthal zu Erharting
- Herrnreit zu Neumarkt-Sankt Veit
- Herrnteisenbach zu Zangberg
- Heuwinkl zu Gars a.Inn
- Hickersöd zu Neumarkt-Sankt Veit
- Hiebl zu Ampfing
- Hierading zu Niedertaufkirchen
- Hilgersöd zu Lohkirchen
- Hiller zu Obertaufkirchen
- Hillermaurer zu Obertaufkirchen
- Hilling zu Niedertaufkirchen
- Himmelsberg zu Neumarkt-Sankt Veit
- Hingerszell zu Reichertsheim
- Hinkerding zu Lohkirchen
- Hinmühl zu Ampfing
- Hinteralbing zu Niedertaufkirchen
- Hinterbichl zu Taufkirchen
- Hintergrub zu Niedertaufkirchen
- Hinterholzen zu Buchbach
- Hinteröd zu Jettenbach
- Hinteröd zu Kirchdorf
- Hintersberg zu Rechtmehring
- Hinterschleefeld zu Rechtmehring
- Hinterthan zu Kirchdorf
- Hinterthann zu Niedertaufkirchen
- Hinzing zu Schönberg
- Hirsch zu Mühldorf a.Inn
- Hirschstätt zu Obertaufkirchen
- Hitzling zu Obertaufkirchen
- Hochgarten zu Mettenheim
- Hochhaus zu Erharting
- Hochhaus zu Rechtmehring
- Hochleiten zu Unterreit
- Hochreit zu Kraiburg a.Inn
- Hochreit zu Unterreit
- Hochstraß zu Gars a.Inn
- Höck zu Reichertsheim
- Höcken zu Neumarkt-Sankt Veit
- Hodering zu Reichertsheim
- Hof zu Kirchdorf
- Hof zu Maitenbeth
- Hof zu Schwindegg
- Höfen zu Gars a.Inn
- Hofering zu Schönberg
- Hofern zu Niedertaufkirchen
- Hofgiebing zu Obertaufkirchen
- Hofisen zu Mettenheim
- Hofmühle zu Schwindegg
- Hofstetten zu Egglkofen
- Hofstetten zu Rattenkirchen
- Hofthambach zu Neumarkt-Sankt Veit
- Höhenberg zu Gars a.Inn
- Höhenberg zu Reichertsheim
- Höhenberg zu Taufkirchen
- Hohenbuchbach zu Niedertaufkirchen
- Hohending zu Buchbach
- Hohenpoint zu Obertaufkirchen
- Hohenthann zu Obertaufkirchen
- Höhfurth zu Schönberg
- Hohlweg zu Rechtmehring
- Höll zu Kirchdorf
- Höllberg zu Niederbergkirchen
- Höller zu Rechtmehring
- Höllhof zu Obertaufkirchen
- Höllhund zu Taufkirchen
- Holling zu Unterreit
- Hollroth zu Oberbergkirchen
- Höllthal zu Gars a.Inn
- Höllthal zu Neumarkt-Sankt Veit
- Höllthal zu Taufkirchen
- Holz zu Kirchdorf
- Holzapfel zu Haag i.OB
- Holzen zu Gars a.Inn
- Holzen zu Mettenheim
- Holzen zu Obertaufkirchen
- Holzen zu Polling
- Holzen zu Schönberg
- Holzgaden zu Unterreit
- Holzgasse zu Ampfing
- Holzham zu Rechtmehring
- Holzhäuseln zu Oberbergkirchen
- Holzhausen zu Jettenbach
- Holzhausen zu Polling
- Holzhausen zu Waldkraiburg
- Holzhäusl zu Ampfing
- Holzhäusl zu Kirchdorf
- Holzheim zu Ampfing
- Holzkling zu Rechtmehring
- Holzkram zu Rechtmehring
- Holzland zu Obertaufkirchen
- Holzlechen zu Taufkirchen
- Hölzling zu Mühldorf a.Inn
- Holzmann zu Oberneukirchen
- Holzöd zu Kirchdorf
- Holzstraß zu Lohkirchen
- Holzwinkl zu Kirchdorf
- Holzzell zu Egglkofen
- Homberg zu Rechtmehring
- Honau zu Maitenbeth
- Hönning zu Neumarkt-Sankt Veit
- Hopfgarten zu Gars a.Inn
- Höpfing zu Buchbach
- Hörbering zu Neumarkt-Sankt Veit
- Hörmannsberg zu Aschau a.Inn
- Hörwart zu Gars a.Inn
- Hottenberg zu Lohkirchen
- Hötzing zu Lohkirchen
- Hötzing zu Neumarkt-Sankt Veit
- Howaschen zu Aschau a.Inn
- Hub zu Gars a.Inn
- Hub zu Niederbergkirchen
- Hub zu Reichertsheim
- Hub zu Schönberg
- Hub zu Unterreit
- Huch zu Kirchdorf
- Huchhäusl zu Kirchdorf
- Hudlberg zu Oberbergkirchen
- Hundberg zu Taufkirchen
- Hundham zu Neumarkt-Sankt Veit
- Hundham zu Niedertaufkirchen
- Hundsöd zu Reichertsheim
- Hungeröd zu Neumarkt-Sankt Veit
- Hütt zu Obertaufkirchen
- Huttenstätt zu Gars a.Inn
- Huttenstätt zu Reichertsheim
- Hütter zu Reichertsheim

↑ Zurück zum Inhaltsverzeichnis

### I
- Iglberg zu Buchbach
- Imming zu Neumarkt-Sankt Veit
- Innach zu Maitenbeth
- Innthal zu Waldkraiburg
- Inzlham zu Schönberg
- Irl zu Oberbergkirchen
- Irlham zu Oberbergkirchen
- Irling zu Reichertsheim
- Isen zu Schwindegg
- Isengrund zu Ampfing
- Isenmühle zu Heldenstein

↑ Zurück zum Inhaltsverzeichnis

### J
- Jackhub zu Oberneukirchen
- Jakobshub zu Niedertaufkirchen
- Jepolding zu Niedertaufkirchen
- Jettenbach
- Joppenpoint zu Haag i.OB

↑ Zurück zum Inhaltsverzeichnis

### K
- Kagen zu Buchbach
- Kagen zu Reichertsheim
- Kager zu Neumarkt-Sankt Veit
- Kager zu Niedertaufkirchen
- Kagn zu Rattenkirchen
- Kai zu Neumarkt-Sankt Veit
- Kainau zu Oberneukirchen
- Kainau zu Polling
- Kainrading zu Niederbergkirchen
- Kaiser zu Taufkirchen
- Kaltenbach zu Unterreit
- Kalteneck zu Neumarkt-Sankt Veit
- Kaps zu Zangberg
- Kargsinn zu Oberneukirchen
- Karwies zu Obertaufkirchen
- Kasten zu Unterreit
- Kastenberg zu Buchbach
- Katzbach zu Reichertsheim
- Kehrham zu Rattenkirchen
- Keimelöd zu Unterreit
- Kemating zu Aschau a.Inn
- Kern zu Taufkirchen
- Kerschbaum zu Gars a.Inn
- Kielöd zu Obertaufkirchen
- Kienrathing zu Buchbach
- Kindhofen zu Neumarkt-Sankt Veit
- Kindlbuch zu Buchbach
- Kindlthal zu Kraiburg a.Inn
- Kinning zu Neumarkt-Sankt Veit
- Kinning zu Niederbergkirchen
- Kinning zu Schönberg
- Kirchbrunn zu Heldenstein
- Kirchdorf
- Kirchisen zu Mettenheim
- Kirchkagen zu Obertaufkirchen
- Kirnhausen zu Oberbergkirchen
- Kitzlmann zu Taufkirchen
- Klaus zu Kirchdorf
- Klebing zu Rattenkirchen
- Kleinbuchberg zu Egglkofen
- Kleingauling zu Egglkofen
- Kleingrötzing zu Neumarkt-Sankt Veit
- Kleinhiebing zu Niederbergkirchen
- Kleinkirchstetten zu Neumarkt-Sankt Veit
- Kleinsteinberg zu Neumarkt-Sankt Veit
- Kleinthalham zu Niedertaufkirchen
- Kling zu Rechtmehring
- Klugham zu Aschau a.Inn
- Klugham zu Polling
- Knog zu Polling
- Kochöd zu Unterreit
- Kogl zu Haag i.OB
- Kolbing zu Kraiburg a.Inn
- Kollmannseck zu Niederbergkirchen
- Konrading zu Buchbach
- Konrading zu Lohkirchen
- Kopfsöd zu Maitenbeth
- Kothbach zu Schwindegg
- Kothingdorfen zu Schwindegg
- Kötzerstätt zu Reichertsheim
- Krafting zu Rattenkirchen
- Kraiburg am Inn
- Kramerberg zu Maitenbeth
- Kramerding zu Ampfing
- Kremsrott zu Oberbergkirchen
- Kreuz zu Maitenbeth
- Kreuzpoint zu Erharting
- Kriegstätt zu Lohkirchen
- Kronberg zu Gars a.Inn
- Kronberg zu Polling
- Kronberg zu Taufkirchen
- Kronsöd zu Maitenbeth
- Kröppen zu Zangberg
- Krötzing zu Unterreit
- Krücklham zu Gars a.Inn
- Kübelsbach zu Reichertsheim
- Kuglhäusl zu Kirchdorf
- Küham zu Heldenstein
- Kühlsöd zu Haag i.OB
- Kühnham zu Unterreit
- Kumpfmühl zu Schönberg
- Kumpfmühle zu Buchbach
- Kumpfmühle zu Neumarkt-Sankt Veit
- Kumpfmühle zu Rechtmehring
- Kundheft zu Polling
- Künstätt zu Reichertsheim
- Künzen zu Neumarkt-Sankt Veit
- Kurthambach zu Neumarkt-Sankt Veit
- Kurzmühle zu Schwindegg
- Kuttenreut zu Mühldorf a.Inn

↑ Zurück zum Inhaltsverzeichnis

### L
- Lacken zu Kraiburg a.Inn
- Lacken zu Maitenbeth
- Lacken zu Obertaufkirchen
- Lackner zu Oberneukirchen
- Lafering zu Taufkirchen
- Lain zu Ampfing
- Lamprechten zu Neumarkt-Sankt Veit
- Landenham zu Zangberg
- Langenloh zu Buchbach
- Langenstegham zu Mettenheim
- Langfeichten zu Oberneukirchen
- Langolding zu Niederbergkirchen
- Langrain zu Reichertsheim
- Lanzenthal zu Niedertaufkirchen
- Lanzing zu Oberbergkirchen
- Lanzing zu Rattenkirchen
- Lanzing zu Taufkirchen
- Lanzmühl zu Rattenkirchen
- Laufersöd zu Reichertsheim
- Lauterbach zu Heldenstein
- Lech zu Lohkirchen
- Lechen zu Reichertsheim
- Lechner zu Rechtmehring
- Lehertshub zu Buchbach
- Lehmbach zu Neumarkt-Sankt Veit
- Leimgruben zu Kirchdorf
- Leinöd zu Unterreit
- Leiten zu Niedertaufkirchen
- Leiten zu Rechtmehring
- Lengmoos zu Gars am Inn
- Lentfelden zu Obertaufkirchen
- Lenzfeichten zu Oberneukirchen
- Lenzwald zu Polling
- Leonberg zu Neumarkt-Sankt Veit
- Leoprechting zu Niedertaufkirchen
- Lerch zu Schönberg
- Lerchenberg zu Haag i.OB
- Lex am Holz zu Neumarkt-Sankt Veit
- Lichtberg zu Egglkofen
- Lichtfelden zu Maitenbeth
- Liebhartsberg zu Polling
- Limberg zu Reichertsheim
- Lindach zu Kraiburg a.Inn
- Lindach zu Waldkraiburg
- Linden zu Buchbach
- Linden zu Neumarkt-Sankt Veit
- Linden zu Obertaufkirchen
- Linner zu Niedertaufkirchen
- Linner zu Reichertsheim
- Linnern zu Rechtmehring
- Lippach zu Polling
- Litzelkirchen zu Buchbach
- Litzlbach zu Niederbergkirchen
- Litzlkirchen zu Aschau a.Inn
- Lochheim zu Mettenheim
- Löfflmoos zu Maitenbeth
- Loh zu Kirchdorf
- Loh zu Niedertaufkirchen
- Lohe zu Kirchdorf
- Lohen zu Gars a.Inn
- Lohen zu Kraiburg a.Inn
- Lohen zu Maitenbeth
- Loher zu Gars a.Inn
- Lohkirchen
- Lohner am Wald zu Polling
- Loinbruck zu Schwindegg
- Loiperding zu Buchbach
- Loipfiern zu Kirchdorf
- Loipfing zu Oberbergkirchen
- Lossing zu Niedertaufkirchen
- Lug zu Unterreit
- Luhestätt zu Maitenbeth
- Lukasöd zu Lohkirchen
- Lungenstett zu Rechtmehring
- Lutzenberg zu Ampfing
- Lutzenberg zu Taufkirchen
- Luxstätt zu Maitenbeth

↑ Zurück zum Inhaltsverzeichnis

### M
- Mailham zu Gars a.Inn
- Mais zu Obertaufkirchen
- Maisham zu Taufkirchen
- Maisöd zu Niedertaufkirchen
- Maitenbeth
- Malseneck zu Kraiburg a.Inn
- Mammerstätt zu Rechtmehring
- Manhart zu Reichertsheim
- Manharting zu Ampfing
- Manhartsberg zu Obertaufkirchen
- Manholding zu Oberbergkirchen
- Manholding zu Reichertsheim
- Marketsmühle zu Schwindegg
- Marsmeier zu Maitenbeth
- Marx am Holz zu Obertaufkirchen
- Masch zu Rattenkirchen
- Mauerschwang zu Kraiburg a.Inn
- Mauth zu Buchbach
- Maxau zu Gars a.Inn
- Maximilian zu Kraiburg a.Inn
- Maxing zu Erharting
- Mayerhof zu Neumarkt-Sankt Veit
- Mayerhof zu Oberneukirchen
- Mayerhofer an der Leiten zu Oberneukirchen
- Mayrhof zu Gars a.Inn
- Mesmering zu Obertaufkirchen
- Mettenheim
- Metzenstegham zu Mettenheim
- Michaelhölzl zu Schönberg
- Miesing zu Niederbergkirchen
- Mimmelheim zu Obertaufkirchen
- Mißstedt zu Reichertsheim
- Mistbichl zu Reichertsheim
- Misthilgen zu Schönberg
- Mitteraham zu Mühldorf a.Inn
- Mitterberg zu Reichertsheim
- Mitterbruckloh zu Neumarkt-Sankt Veit
- Mittergars zu Gars a.Inn
- Mitterhof zu Maitenbeth
- Mitterhub zu Schwindegg
- Mitterpleining zu Kraiburg a.Inn
- Mitterrimbach zu Obertaufkirchen
- Monham zu Polling
- Moos zu Aschau a.Inn
- Moos zu Buchbach
- Moos zu Haag i.OB
- Moos zu Maitenbeth
- Moos zu Oberneukirchen
- Moos zu Polling
- Moos zu Unterreit
- Moos zu Waldkraiburg
- Moos zu Zangberg
- Moosed zu Taufkirchen
- Moosen zu Schönberg
- Moosen zu Zangberg
- Mooser zu Taufkirchen
- Moosham zu Kirchdorf
- Mooshäusl zu Schwindegg
- Moosmühle zu Schwindegg
- Möselsberg zu Neumarkt-Sankt Veit
- Mößling zu Mühldorf a.Inn
- Mühldorf am Inn
- Mühlhub zu Reichertsheim
- Münchberg zu Polling
- Murnau zu Rattenkirchen
- Muttersham zu Oberbergkirchen

↑ Zurück zum Inhaltsverzeichnis

### N
- Naglöd zu Niedertaufkirchen
- Nebelhub zu Buchbach
- Neuberg zu Haag i.OB
- Neuberg zu Niedertaufkirchen
- Neuburg zu Niedertaufkirchen
- Neudeck zu Taufkirchen
- Neufahrn zu Mettenheim
- Neuhaus zu Ampfing
- Neuhausen zu Obertaufkirchen
- Neuhausen zu Rattenkirchen
- Neuhäusl zu Buchbach
- Neuhäusl zu Erharting
- Neuhäusl zu Gars a.Inn
- Neukerfen zu Oberneukirchen
- Neukirchen zu Maitenbeth
- Neumarkt-Sankt Veit
- Neuseidlthal zu Buchbach
- Nickl am Schopf zu Gars a.Inn
- Niederbergkirchen
- Niedereck zu Schönberg
- Niederham zu Obertaufkirchen
- Niederheldenstein zu Heldenstein
- Niederhub zu Buchbach
- Niederloh zu Buchbach
- Niederloh zu Schwindegg
- Niedermosen zu Neumarkt-Sankt Veit
- Niedermühle zu Obertaufkirchen
- Niederndorf zu Waldkraiburg
- Niederschweibern zu Niederbergkirchen
- Niedertaufkirchen
- Niesberg zu Maitenbeth
- Nisting zu Lohkirchen
- Noppenberg zu Niederbergkirchen
- Notzen zu Ampfing
- Nußbaum zu Rechtmehring

↑ Zurück zum Inhaltsverzeichnis

### O
- Oberaich zu Oberneukirchen
- Oberaichet zu Ampfing
- Oberalmsham zu Ampfing
- Oberapping zu Ampfing
- Oberarbing zu Niedertaufkirchen
- Oberberg zu Ampfing
- Oberbergham zu Obertaufkirchen
- Oberbergkirchen
- Oberbichl zu Reichertsheim
- Oberbonbruck zu Buchbach
- Oberbruckloh zu Neumarkt-Sankt Veit
- Oberdorf zu Oberneukirchen
- Obereck zu Schönberg
- Obereinöd zu Gars a.Inn
- Oberflossing zu Polling
- Obergauling zu Neumarkt-Sankt Veit
- Oberhart zu Gars a.Inn
- Oberhof zu Ampfing
- Oberhofen zu Niederbergkirchen
- Oberhöhenberg zu Jettenbach
- Oberholz zu Haag i.OB
- Oberhub zu Buchbach
- Oberhub zu Schwindegg
- Oberkiefering zu Ampfing
- Oberlinner zu Reichertsheim
- Oberloh zu Buchbach
- Obermoosham zu Polling
- Obermörmoosen zu Polling
- Obermosen zu Neumarkt-Sankt Veit
- Oberndorf zu Haag i.OB
- Oberndorf zu Neumarkt-Sankt Veit
- Oberneukirchen
- Oberneuling zu Ampfing
- Oberöd zu Maitenbeth
- Oberöd zu Obertaufkirchen
- Oberornau zu Obertaufkirchen
- Oberpurtzloh zu Schönberg
- Oberreith zu Unterreit
- Oberrimbach zu Obertaufkirchen
- Oberrohrbach zu Niederbergkirchen
- Oberrott zu Lohkirchen
- Oberscherm zu Niedertaufkirchen
- Oberschwarzenbach zu Obertaufkirchen
- Oberschweibern zu Niederbergkirchen
- Oberstraß zu Niedertaufkirchen
- Obertaufkirchen
- Oberthalham zu Oberbergkirchen
- Oberthalham zu Obertaufkirchen
- Oberwalding zu Oberbergkirchen
- Oberwallner zu Taufkirchen
- Oberweinbach zu Schönberg
- Oberweinberg zu Obertaufkirchen
- Oberweng zu Oberneukirchen
- Oberwiesbach zu Neumarkt-Sankt Veit
- Oberzarnham zu Unterreit
- Ochsenfurt zu Maitenbeth
- Öd zu Buchbach
- Öd zu Kirchdorf
- Öd zu Polling
- Odering zu Buchbach
- Ödmühle zu Erharting
- Oed zu Maitenbeth
- Oed zu Niederbergkirchen
- Oed zu Obertaufkirchen
- Oed zu Schönberg
- Oedenberg zu Gars a.Inn
- Oedgassen zu Reichertsheim
- Oedhub zu Aschau a.Inn
- Ornau zu Heldenstein
- Osen zu Kirchdorf
- Oseneck zu Buchbach
- Osenhub zu Schönberg
- Osterreit zu Gars a.Inn
- Ottenloh zu Buchbach

↑ Zurück zum Inhaltsverzeichnis

### P
- Palmberg zu Zangberg
- Palxöd zu Aschau a.Inn
- Paunzenhofen zu Obertaufkirchen
- Peißing zu Rattenkirchen
- Peitzabruck zu Ampfing
- Peitzing zu Buchbach
- Peitzing zu Schönberg
- Pemberg zu Rattenkirchen
- Penning zu Niederbergkirchen
- Penstätt zu Gars a.Inn
- Perlesham zu Oberbergkirchen
- Permanöd zu Gars a.Inn
- Permering zu Zangberg
- Perzl zu Maitenbeth
- Peteratzing zu Mettenheim
- Pettenham zu Taufkirchen
- Petzenham zu Schwindegg
- Pfaffenberg zu Jettenbach
- Pfaffenberg zu Maitenbeth
- Pfaffenberg zu Polling
- Pfaffenberg zu Reichertsheim
- Pfaffenkirchen zu Obertaufkirchen
- Pfaffing zu Oberbergkirchen
- Pfarrhof zu Buchbach
- Pfaschenstätt zu Reichertsheim
- Pfeilstett zu Reichertsheim
- Pflegöd zu Buchbach
- Pierach zu Unterreit
- Piering zu Neumarkt-Sankt Veit
- Piesenham zu Jettenbach
- Piesenkofen zu Egglkofen
- Pietenberg zu Taufkirchen
- Pietsham zu Rattenkirchen
- Pira zu Lohkirchen
- Pirket zu Niedertaufkirchen
- Plachenberg zu Neumarkt-Sankt Veit
- Plattenberg zu Buchbach
- Plessenberg zu Buchbach
- Plöck zu Unterreit
- Ploier zu Polling
- Point zu Ampfing
- Point zu Gars a.Inn
- Pointner zu Maitenbeth
- Pointvogl zu Schwindegg
- Polling
- Praßl zu Buchbach
- Priesteröd zu Aschau a.Inn
- Pröbstl zu Kirchdorf
- Puffthal zu Niederbergkirchen
- Pullach zu Polling
- Pürstling zu Kirchdorf
- Pürten zu Waldkraiburg
- Puß an der Straß zu Rechtmehring

↑ Zurück zum Inhaltsverzeichnis

### R
- Raab am Zaun zu Unterreit
- Rabein zu Ampfing
- Rabeneck zu Obertaufkirchen
- Rabenöd zu Lohkirchen
- Radersberg zu Haag i.OB
- Radlbrunn zu Ampfing
- Rain zu Haag i.OB
- Rain zu Maitenbeth
- Rain zu Polling
- Rainbach zu Kirchdorf
- Rainer zu Taufkirchen
- Ram zu Reichertsheim
- Ramering zu Rattenkirchen
- Ramersberg zu Niederbergkirchen
- Rampoldsheim zu Obertaufkirchen
- Ramsau zu Reichertsheim
- Ranerding zu Niedertaufkirchen
- Ranerding zu Oberbergkirchen
- Ranetsham zu Buchbach
- Ranhör zu Reichertsheim
- Ranoldsberg zu Buchbach
- Rappensberg zu Niederbergkirchen
- Rappolten zu Maitenbeth
- Rattenberg zu Aschau a.Inn
- Rattenkirchen
- Ratzenberg zu Obertaufkirchen
- Ratzing zu Ampfing
- Rausching zu Waldkraiburg
- Rechtmehring
- Reibbruck zu Ampfing
- Reibersdorf zu Schwindegg
- Reichdobl zu Aschau a.Inn
- Reichenrott zu Schönberg
- Reichertsheim
- Reichgreißl zu Gars a.Inn
- Reichhub zu Oberneukirchen
- Reichhut zu Gars a.Inn
- Reichthalham zu Polling
- Reichwimmer zu Reichertsheim
- Reichwinkl zu Polling
- Reineck zu Unterreit
- Reingrub zu Unterreit
- Reinthal zu Obertaufkirchen
- Reisach zu Reichertsheim
- Reiser zu Gars a.Inn
- Reiser zu Neumarkt-Sankt Veit
- Reiserer zu Oberneukirchen
- Reisleite zu Gars a.Inn
- Reißlsberg zu Neumarkt-Sankt Veit
- Reit zu Ampfing
- Reit zu Aschau a.Inn
- Reit zu Gars a.Inn
- Reit zu Haag i.OB
- Reit zu Mettenheim
- Reit zu Niedertaufkirchen
- Reit zu Oberneukirchen
- Reit zu Rechtmehring
- Reit zu Taufkirchen
- Reit zu Unterreit
- Reiterer zu Oberneukirchen
- Reith zu Kraiburg a.Inn
- Reith zu Neumarkt-Sankt Veit
- Reith zu Schwindegg
- Reithof zu Reichertsheim
- Reitmair zu Reichertsheim
- Remelberg zu Buchbach
- Renner zu Reichertsheim
- Reuth zu Obertaufkirchen
- Rieberseck zu Egglkofen
- Ried zu Polling
- Riedbach zu Reichertsheim
- Rieder zu Oberneukirchen
- Rieder zu Taufkirchen
- Riedering zu Lohkirchen
- Riedlham zu Oberbergkirchen
- Riegelsberg zu Oberbergkirchen
- Riegelsberg zu Polling
- Rimbach zu Schwindegg
- Rimbachau zu Obertaufkirchen
- Ritzing zu Oberbergkirchen
- Robeis zu Reichertsheim
- Rohrbach zu Erharting
- Rohrbach zu Niederbergkirchen
- Rohrbäcker zu Niederbergkirchen
- Röhrmoos zu Haag i.OB
- Rohrmühle zu Schwindegg
- Römersberg zu Niedertaufkirchen
- Romöd zu Niedertaufkirchen
- Rosenberg zu Haag i.OB
- Roßbach zu Niedertaufkirchen
- Roßessing zu Aschau a.Inn
- Roßlauf zu Rattenkirchen
- Roßruck zu Unterreit
- Roßwang zu Reichertsheim
- Rott zu Neumarkt-Sankt Veit
- Rott zu Oberbergkirchen
- Rottenbuch zu Schwindegg
- Rottenstett zu Reichertsheim
- Rottner zu Oberneukirchen
- Rottwinkl zu Oberbergkirchen
- Rückertsbichl zu Maitenbeth
- Rückl zu Taufkirchen
- Rudlfing zu Kraiburg a.Inn
- Rulading zu Aschau a.Inn
- Rundbuch zu Buchbach
- Rundum zu Obertaufkirchen

↑ Zurück zum Inhaltsverzeichnis

### S
- Sachsenöd zu Gars a.Inn
- Sachsenstätt zu Reichertsheim
- Sägmühle zu Neumarkt-Sankt Veit
- Salmannsbichl zu Reichertsheim
- Salmanskirchen zu Ampfing
- Salzöd zu Unterreit
- Sametsham zu Lohkirchen
- Sandgrub zu Haag i.OB
- Sankt Erasmus zu Waldkraiburg
- Sankt Lorenz zu Neumarkt-Sankt Veit
- Sarling zu Niederbergkirchen
- Sattlthambach zu Gars a.Inn
- Saueröd zu Reichertsheim
- Schachen zu Gars a.Inn
- Schachen zu Reichertsheim
- Schaching zu Kraiburg a.Inn
- Schafdorn zu Schwindegg
- Schaffner zu Oberneukirchen
- Schafleiten zu Gars a.Inn
- Schanöd zu Niedertaufkirchen
- Scharn zu Heldenstein
- Schart zu Unterreit
- Schatzöd zu Unterreit
- Schatzwinkel zu Unterreit
- Scheitzenöd zu Taufkirchen
- Schellenberg zu Heldenstein
- Schellenberg zu Maitenbeth
- Schergenham zu Taufkirchen
- Schern zu Taufkirchen
- Scherned zu Taufkirchen
- Scheuereck zu Oberneukirchen
- Scheuern zu Aschau a.Inn
- Scheuneck zu Schönberg
- Schick zu Unterreit
- Schicking zu Ampfing
- Schiederberg zu Schwindegg
- Schleifmühle zu Rechtmehring
- Schlicht zu Reichertsheim
- Schlichting zu Unterreit
- Schmalzöd zu Unterreit
- Schmidberg zu Oberneukirchen
- Schmidham zu Heldenstein
- Schmidlehen zu Oberneukirchen
- Schmiedberg zu Buchbach
- Schmieding zu Kraiburg a.Inn
- Schmuck zu Niederbergkirchen
- Schnaudenberg zu Kraiburg a.Inn
- Schneckenbichl zu Gars a.Inn
- Schoberstätt zu Reichertsheim
- Schönbach zu Schwindegg
- Schönberg
- Schönberg zu Oberbergkirchen
- Schönhub zu Taufkirchen
- Schörging zu Oberbergkirchen
- Schoßbach zu Erharting
- Schoßmühle zu Polling
- Schranken zu Maitenbeth
- Schratzlsee zu Rechtmehring
- Schreiern zu Rechtmehring
- Schrottfurt zu Unterreit
- Schrottwinkl zu Jettenbach
- Schuhöd zu Oberneukirchen
- Schustergraben zu Gars a.Inn
- Schützenau zu Kraiburg a.Inn
- Schwaig zu Buchbach
- Schwareit zu Niedertaufkirchen
- Schwarzenbach zu Obertaufkirchen
- Schwarzöd zu Rechtmehring
- Schweigstätt zu Kirchdorf
- Schwindach zu Schwindegg
- Schwindegg
- Seeor zu Polling
- Seiding zu Rechtmehring
- Seilbach zu Maitenbeth
- Sicking zu Buchbach
- Siebenhart zu Maitenbeth
- Sinkenbach zu Haag i.OB
- Sinn an der Straß zu Oberneukirchen
- Sitzing zu Schönberg
- Söllerstadt zu Heldenstein
- Solling zu Mettenheim
- Söllnham zu Oberbergkirchen
- Sonham zu Taufkirchen
- Sonnen zu Reichertsheim
- Spagelsöd zu Buchbach
- Spanbruck zu Schwindegg
- Spielbichl zu Taufkirchen
- Spitzer zu Taufkirchen
- Sprengseisen zu Oberneukirchen
- Stadel zu Gars a.Inn
- Stadl zu Unterreit
- Stadler zu Reichertsheim
- Stadler zu Taufkirchen
- Stadlhub zu Buchbach
- Stadlmoos zu Mettenheim
- Stampfl zu Gars a.Inn
- Stangelszell zu Schönberg
- Stanzlmühle zu Gars a.Inn
- Stanzlöd zu Gars a.Inn
- Starnhöllmühle zu Haag i.OB
- Starreit zu Gars a.Inn
- Starrn zu Oberneukirchen
- Starzmann zu Unterreit
- Stattenberg zu Oberbergkirchen
- Staudach zu Neumarkt-Sankt Veit
- Staudach zu Niederbergkirchen
- Staudach zu Schönberg
- Stauden zu Haag i.OB
- Stauderer zu Oberneukirchen
- Steeg zu Buchbach
- Stefanskirchen zu Ampfing
- Steffelthan zu Reichertsheim
- Stegham zu Zangberg
- Stegmühle zu Mühldorf a.Inn
- Steiglehen zu Oberneukirchen
- Stein zu Neumarkt-Sankt Veit
- Stein zu Rattenkirchen
- Steinau zu Gars a.Inn
- Steinau zu Taufkirchen
- Steinbach zu Gars a.Inn
- Steinberg zu Aschau a.Inn
- Steinberg zu Reichertsheim
- Steinbichl zu Unterreit
- Steingrub zu Reichertsheim
- Steinhölzl zu Polling
- Steinkirchen zu Obertaufkirchen
- Steinstraß zu Rattenkirchen
- Steinweg zu Maitenbeth
- Steinweg zu Rechtmehring
- Stelln zu Obertaufkirchen
- Steng zu Ampfing
- Steng zu Schönberg
- Stenging zu Mettenheim
- Sterneck zu Buchbach
- Stetten zu Ampfing
- Stetten zu Neumarkt-Sankt Veit
- Stetten zu Niederbergkirchen
- Stetten zu Niedertaufkirchen
- Stetten zu Schwindegg
- Stiebing zu Lohkirchen
- Stieglholzen zu Polling
- Stierberg zu Obertaufkirchen
- Stift zu Obertaufkirchen
- Stifthub zu Buchbach
- Stilln zu Kirchdorf
- Stockenreit zu Obertaufkirchen
- Stocket zu Reichertsheim
- Stockham zu Waldkraiburg
- Stöckl zu Reichertsheim
- Stockweb zu Obertaufkirchen
- Straß zu Gars a.Inn
- Straß zu Kraiburg a.Inn
- Straß zu Maitenbeth
- Straß zu Neumarkt-Sankt Veit
- Straß zu Obertaufkirchen
- Straß zu Schönberg
- Straßer zu Taufkirchen
- Straßmaier zu Maitenbeth
- Stumpfer am Zaun zu Taufkirchen
- Stümpfl zu Taufkirchen
- Stürzlham zu Kirchdorf
- Stützing zu Niederbergkirchen

↑ Zurück zum Inhaltsverzeichnis

### T
- Taibrechting zu Niederbergkirchen
- Taubenthal zu Zangberg
- Taufkirchen
- Tauschhub zu Taufkirchen
- Tausend zu Unterreit
- Tegernbach zu Egglkofen
- Tegernbach zu Maitenbeth
- Teising zu Neumarkt-Sankt Veit
- Thal zu Aschau a.Inn
- Thal zu Buchbach
- Thal zu Gars a.Inn
- Thal zu Maitenbeth
- Thal zu Mettenheim
- Thal zu Mühldorf a.Inn
- Thal zu Niedertaufkirchen
- Thal zu Oberbergkirchen
- Thaler zu Oberneukirchen
- Thaler zu Taufkirchen
- Thalham zu Obertaufkirchen
- Thalham zu Rattenkirchen
- Thambach zu Reichertsheim
- Thanhub zu Reichertsheim
- Thann zu Aschau a.Inn
- Thann zu Niedertaufkirchen
- Thann zu Rattenkirchen
- Thannengrub zu Neumarkt-Sankt Veit
- Thonbach zu Rechtmehring
- Tiefenmoos zu Rechtmehring
- Tiefenstätt zu Reichertsheim
- Tiefenweg zu Gars a.Inn
- Tieföd zu Reichertsheim
- Tödtenberg zu Aschau a.Inn
- Traunhofen zu Unterreit
- Traunthal zu Unterreit
- Trescherberg zu Gars a.Inn
- Troibach zu Aschau a.Inn
- Trospeding zu Kraiburg a.Inn

↑ Zurück zum Inhaltsverzeichnis

### U
- Ullading zu Unterreit
- Unteraham zu Mühldorf a.Inn
- Unteraich zu Oberneukirchen
- Unteralmsham zu Ampfing
- Unterarbing zu Niedertaufkirchen
- Unterbichl zu Reichertsheim
- Unterbierwang zu Unterreit
- Unterbruckloh zu Neumarkt-Sankt Veit
- Unterdorf zu Oberneukirchen
- Untereinöd zu Gars a.Inn
- Unterflossing zu Polling
- Untergauling zu Neumarkt-Sankt Veit
- Unterhart zu Gars a.Inn
- Unterhöhenberg zu Jettenbach
- Unterkagn zu Rattenkirchen
- Unterkiefering zu Zangberg
- Untermödling zu Gars a.Inn
- Unterneuling zu Ampfing
- Unteröd zu Obertaufkirchen
- Unterpurtzloh zu Schönberg
- Unterreit
- Unterrohrbach zu Erharting
- Unterscherm zu Niedertaufkirchen
- Unterscheuern zu Schönberg
- Unterthalham zu Oberbergkirchen
- Unterwallner zu Taufkirchen
- Unterweinbach zu Schönberg
- Unterweng zu Oberneukirchen
- Unterwiesbach zu Neumarkt-Sankt Veit
- Unterzarnham zu Unterreit
- Urfahrn zu Aschau a.Inn
- Utting zu Oberneukirchen
- Utting zu Polling
- Utzing zu Ampfing
- Utzing zu Oberbergkirchen

↑ Zurück zum Inhaltsverzeichnis

### V
- Vatersham zu Oberbergkirchen
- Veitlipp zu Gars a.Inn
- Viehweid zu Schwindegg
- Vogging zu Ampfing
- Vogl zu Oberneukirchen
- Voglberg zu Haag i.OB
- Voglberg zu Rechtmehring
- Vogldorn zu Obertaufkirchen
- Vorberg zu Erharting
- Vorderschleefeld zu Rechtmehring
- Vorner zu Oberneukirchen
- Vorrach zu Taufkirchen

↑ Zurück zum Inhaltsverzeichnis

### W
- Wadmühle zu Kirchdorf
- Wagenspeck zu Reichertsheim
- Wagenstatt zu Unterreit
- Wagmühle zu Schwindegg
- Wald zu Polling
- Wald zu Rattenkirchen
- Walding zu Oberbergkirchen
- Walding zu Polling
- Waldkraiburg
- Waldpolding zu Buchbach
- Waldsberg zu Ampfing
- Waldsberg zu Rattenkirchen
- Waldwinkel zu Aschau a.Inn
- Walkersaich zu Schwindegg
- Waltersberg zu Neumarkt-Sankt Veit
- Waltersberg zu Taufkirchen
- Walterstätt zu Gars a.Inn
- Wang zu Unterreit
- Wargling zu Schönberg
- Warzenstätt zu Reichertsheim
- Waschpoint zu Unterreit
- Wasenhub zu Oberneukirchen
- Wastlhub zu Oberneukirchen
- Weberstett zu Reichertsheim
- Wegen zu Kraiburg a.Inn
- Weger zu Reichertsheim
- Weibach zu Neumarkt-Sankt Veit
- Weichslgarten zu Reichertsheim
- Weidach zu Reichertsheim
- Weidachmühle zu Ampfing
- Weidenbach zu Heldenstein
- Weiderer zu Taufkirchen
- Weidholz zu Rechtmehring
- Weiding zu Polling
- Weiher zu Ampfing
- Weiher zu Neumarkt-Sankt Veit
- Weiher zu Niederbergkirchen
- Weiher zu Obertaufkirchen
- Weiher zu Reichertsheim
- Weiher zu Zangberg
- Weihermühle zu Haag i.OB
- Weihprechting zu Oberbergkirchen
- Weilkirchen zu Zangberg
- Weinberg zu Obertaufkirchen
- Weingarten zu Gars a.Inn
- Weinhub zu Maitenbeth
- Weiperding zu Niedertaufkirchen
- Weiß zu Taufkirchen
- Weißenöd zu Kirchdorf
- Weitermühle zu Obertaufkirchen
- Weitfeld zu Unterreit
- Wella zu Kirchdorf
- Wendenheim zu Obertaufkirchen
- Wendling zu Ampfing
- Westen zu Taufkirchen
- Westen zu Unterreit
- Westerberg zu Kraiburg a.Inn
- Wettelsham zu Unterreit
- Wielerstätt zu Kirchdorf
- Wiernhart zu Oberneukirchen
- Wies zu Buchbach
- Wies zu Obertaufkirchen
- Wies zu Rechtmehring
- Wies zu Reichertsheim
- Wiesengrund zu Aschau a.Inn
- Wiesling zu Schönberg
- Wieslreit zu Kraiburg a.Inn
- Wiesreit zu Obertaufkirchen
- Willerstett zu Rechtmehring
- Wimberg zu Niederbergkirchen
- Wimm zu Aschau a.Inn
- Wimm zu Gars a.Inn
- Wimm zu Oberneukirchen
- Wimm zu Unterreit
- Wimmer an der Straß zu Haag i.OB
- Wimöstern zu Polling
- Wimpasing zu Ampfing
- Wimpasing zu Kraiburg a.Inn
- Wimpasing zu Lohkirchen
- Winden zu Haag i.OB
- Windstoß zu Ampfing
- Winhart zu Reichertsheim
- Winharting zu Obertaufkirchen
- Winkelmühl zu Schönberg
- Winkl zu Niedertaufkirchen
- Winkl zu Taufkirchen
- Winkler zu Taufkirchen
- Winklham zu Kraiburg a.Inn
- Winterberg zu Gars a.Inn
- Wipping zu Niedertaufkirchen
- Witzenbichl zu Polling
- Witzling zu Buchbach
- Wolfau zu Rechtmehring
- Wolfdobl zu Aschau a.Inn
- Wolferting zu Niederbergkirchen
- Wolfgrub zu Aschau a.Inn
- Wolfgrub zu Reichertsheim
- Wolfhaming zu Oberbergkirchen
- Wolfsberg zu Neumarkt-Sankt Veit
- Wolfswinkl zu Kraiburg a.Inn
- Wollerding zu Schönberg
- Wollmaier zu Reichertsheim
- Worneding zu Reichertsheim
- Wörth zu Gars a.Inn
- Wörth zu Schwindegg
- Wörth zu Waldkraiburg
- Wotting zu Lohkirchen
- Wotzing zu Niederbergkirchen
- Wuhrmühle zu Kraiburg a.Inn
- Wunderskirchen zu Kraiburg a.Inn
- Wüsthöll zu Kirchdorf
- Wüstl zu Gars a.Inn

↑ Zurück zum Inhaltsverzeichnis

### Z
- Zacherlöd zu Reichertsheim
- Zaismaier zu Ampfing
- Zangberg
- Zantl zu Taufkirchen
- Zaun zu Polling
- Zauner zu Taufkirchen
- Zaunhub zu Taufkirchen
- Zaunlehen zu Kraiburg a.Inn
- Zehenthof zu Mettenheim
- Zehethof zu Oberneukirchen
- Zeil zu Buchbach
- Zeil zu Reichertsheim
- Zeilach zu Egglkofen
- Zeiler zu Neumarkt-Sankt Veit
- Zeiler zu Reichertsheim
- Zeiling zu Mettenheim
- Zeiling zu Taufkirchen
- Zelg zu Buchbach
- Zelten zu Gars a.Inn
- Zerlöd zu Niedertaufkirchen
- Ziegelsham zu Rattenkirchen
- Ziegelwalln zu Aschau a.Inn
- Zieglstadl zu Gars a.Inn
- Ziehberg zu Heldenstein
- Zitterhub zu Oberneukirchen
- Zollbruck zu Ampfing
- Zollner zu Gars a.Inn
- Zulehen zu Reichertsheim
- Zurmühle zu Schwindegg
- Zürn zu Schönberg

↑ Zurück zum Inhaltsverzeichnis